# Tampa International Airport

i7
i11
i13
Der Flughafen Tampa (englisch Tampa International Airport, IATA-Code: TPA, ICAO-Code: KTPA) ist der internationale Flughafen der Stadt Tampa im US-Bundesstaat Florida. Mit rund 21,29 Millionen Fluggästen im Jahr 2018 liegt er nach Passagieraufkommen auf Platz 29 in Nordamerika.

## Lage und Verkehrsanbindung
Der Tampa International Airport befindet sich acht Kilometer nordwestlich des Stadtzentrums von Tampa. Er liegt größtenteils auf dem Gebiet von Tampa, ein kleiner Teil im Nordwesten des Flughafengeländes liegt dagegen auf dem Gebiet des Ortes Town ’n’ Country. Das Passagierterminal verfügt über eine Anschlussstelle an den Florida State Routes 60 und 589, welche südwestlich des Flughafens auf einer gemeinsamen Trasse verlaufen. Die Florida State Route 589 verläuft außerdem westlich des Flughafens. Des Weiteren verläuft die Interstate 275 einen Kilometer südlich des Flughafengeländes.
Der Tampa International Airport wird durch Busse in den öffentlichen Personennahverkehr eingebunden. Die Routen 30,32 und 35 und die Expressrouten 60LX und 275LX der Nahverkehrsgesellschaft HART verbinden den Flughafen mit zahlreichen Orten im Hillsborough County. Außerdem wird er von der PSTA-Expressroute 300X angefahren.

## Geschichte

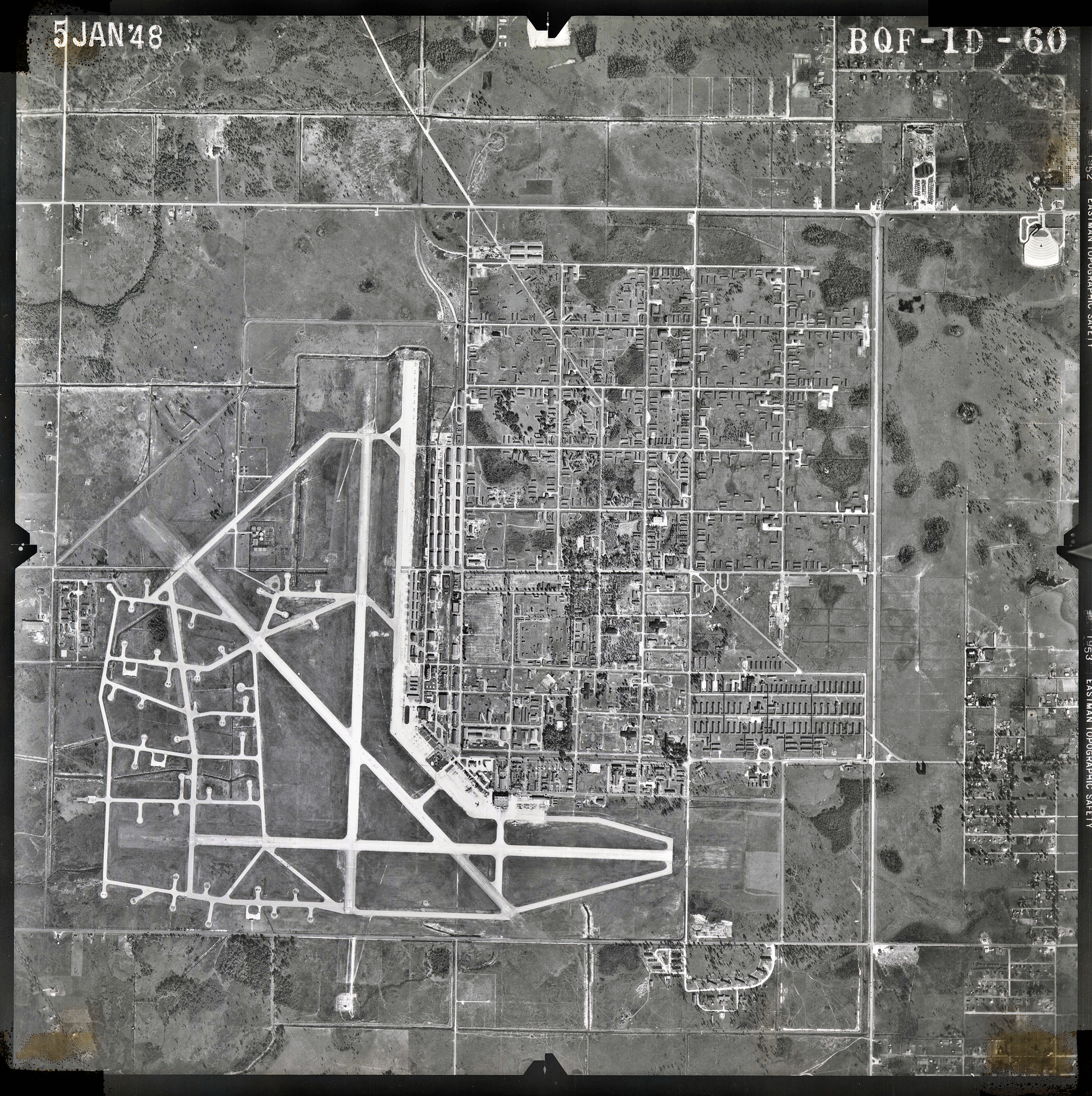
Drew Field im Jahr 1948

### Drew Field
Tampa Bay war die Geburtsstätte des kommerziellen Flugdienstes, als Pionier Tony Jannus am 1. Januar 1914 den Eröffnungsflug der St Petersburg-Tampa Airboat Line von Saint Petersburg nach Tampa mit einem Flugboot flog; es war der weltweit erste kommerzielle Flug mit einem „heavier-than-air“-Flugzeug.
Im Jahr 1928 baute die Stadt Tampa zehn km westlich des Stadtzentrums auf 0,65 km2 den Flugplatz Drew Field. Während des Zweiten Weltkriegs übernahmen die United States Army Air Forces den Flugplatz und erweiterte und modernisierte ihn. Er wurde in der Folge in Drew Army Airfield umbenannt und von der Third Air Force zu Trainingszwecken und für U-Boot-Abwehr-Patrouillenflüge benutzt.
Nach dem Ende der Kampfhandlungen zogen Eastern Air Lines und National Airlines zum Drew Field. Im Jahr 1950 wurden von Trans Canada Airlines erstmals internationale Flüge angeboten und der Flugplatz wurde in Tampa International Airport umbenannt. Im Jahr 1952 wurde ein zweites Passagierterminal eröffnet. Weitere Fluglinien, darunter Delta und Northwest, flogen in den späten 1950er-Jahren neu nach Tampa.

### Flughafen heute
Der Flughafen wurde bis heute noch mehrmals erweitert und umfasst nun vier Terminals. Eine neue Bahn (17–35) wurde bereits geplant, um die Kapazität bei schlechten Wetterbedingungen zu erhöhen. Zusätzlich soll ein neues Terminal im Norden gebaut werden, das die Kapazität des Flughafens bis 2025 auf über 50 Millionen Passagiere erhöhen soll. Durch die derzeitige wirtschaftliche Lage wurden diese Pläne jedoch einige Jahre zurückgestellt.
Mit Wirkung zum 13. Januar 2011 wurden die Bahnen neu bezeichnet (z. B. von 18R/36L zu 19R/1L), um der Verschiebung des magnetischen Nordpols Rechnung zu tragen. Im Laufe des Januar 2011 wurden bzw. werden daher die Bahnen nacheinander vorübergehend gesperrt, um neue Markierungen aufzubringen.

## Flughafenanlagen
Der Tampa International Airport erstreckt sich über eine Fläche von 1335 Hektar.

### Start- und Landebahnen
Der Tampa International Airport verfügt über drei Start- und Landebahnen, von denen zwei parallel verlaufen. Die längste Start- und Landebahn trägt die Kennung 01L/19R und ist 3353 Meter lang. Die parallele Start- und Landebahn 01R/19L ist 2530 Meter lang. Die Querwindbahn 10/28 ist mit einer Länge von 2133 Metern die kürzeste Start- und Landebahn des Flughafens. Alle Start- und Landebahnen sind 46 Meter breit. Die Start- und Landebahn 01L/19R ist mit einem Belag aus Beton ausgestattet, während er bei den beiden kürzeren Start- und Landebahnen jeweils zum Teil aus Asphalt und zum Teil aus Beton besteht.

### Passagierterminals

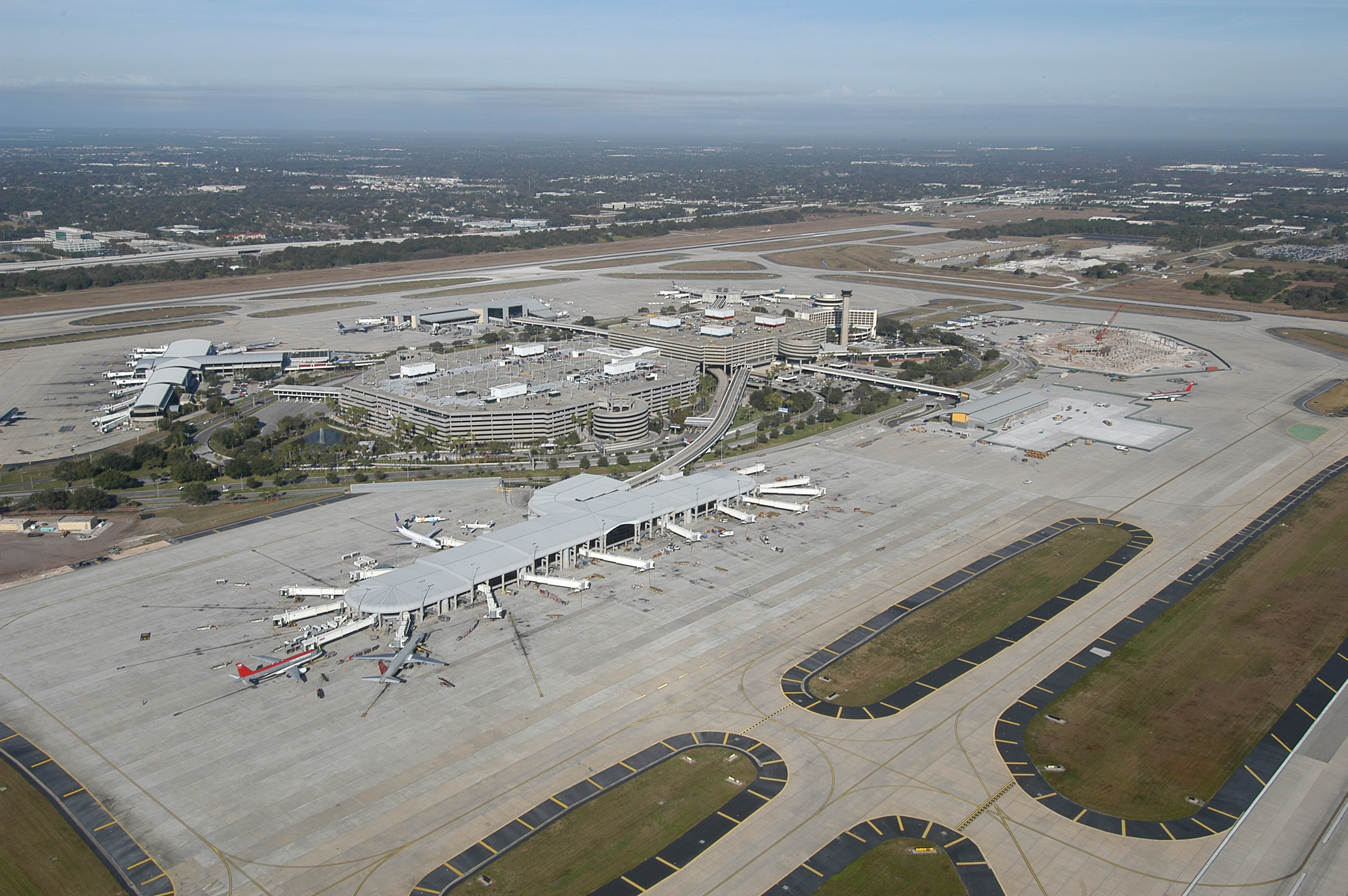
Außenansicht der Passagierterminals im Jahr 2004

Der Terminalkomplex des Tampa International Airport besteht aus einem landseitigen Main Terminal und vier Airside-Terminal. Sie sind über Peoplemover miteinander verbunden. Der Terminalkomplex wurde ursprünglich am 15. April 1971 in Betrieb genommen und war mit seiner Unterteilung in Landside- und Airside-Terminals der erste seiner Art.

#### Main Terminal

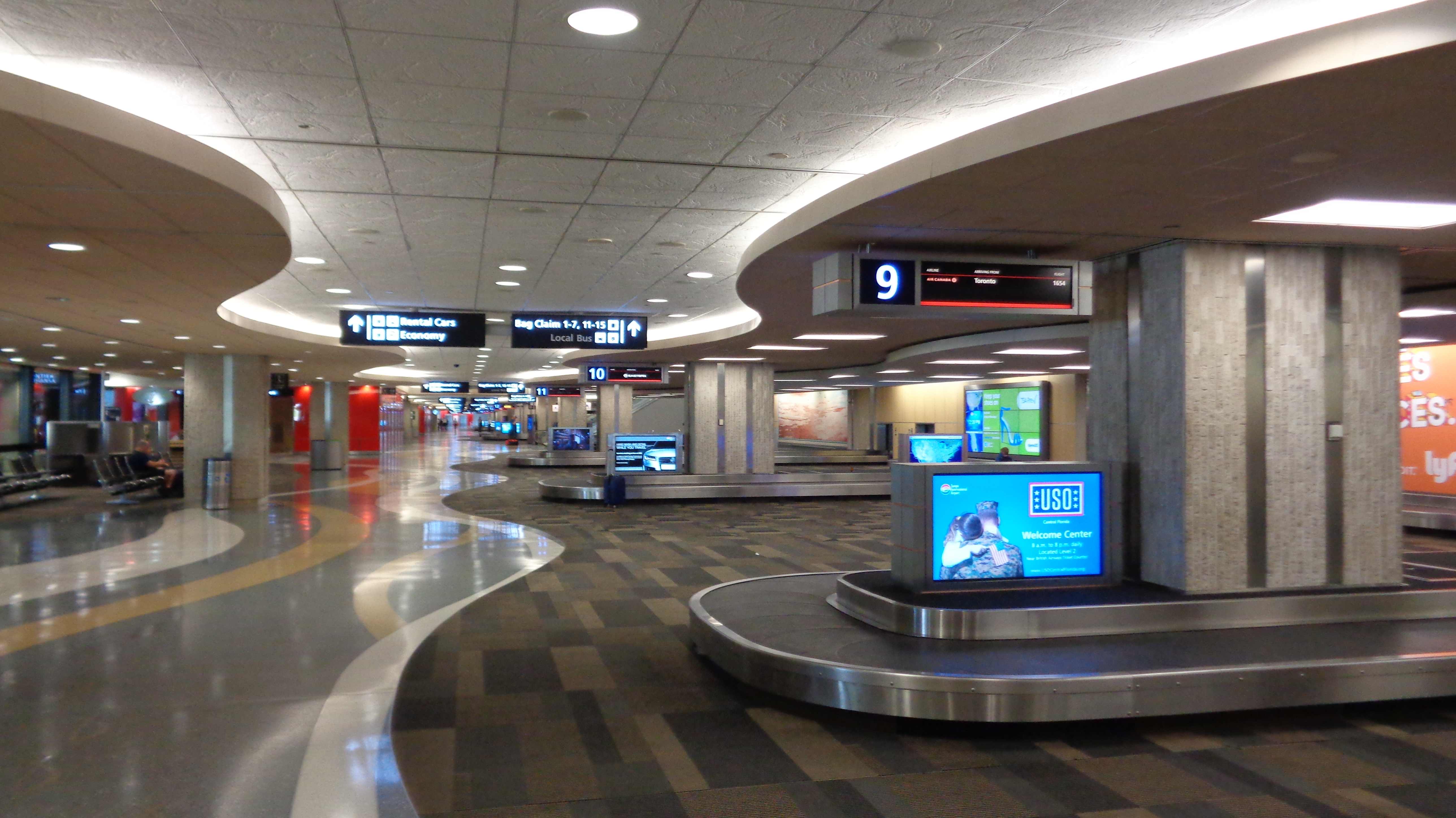
Innenansicht des Main Terminal

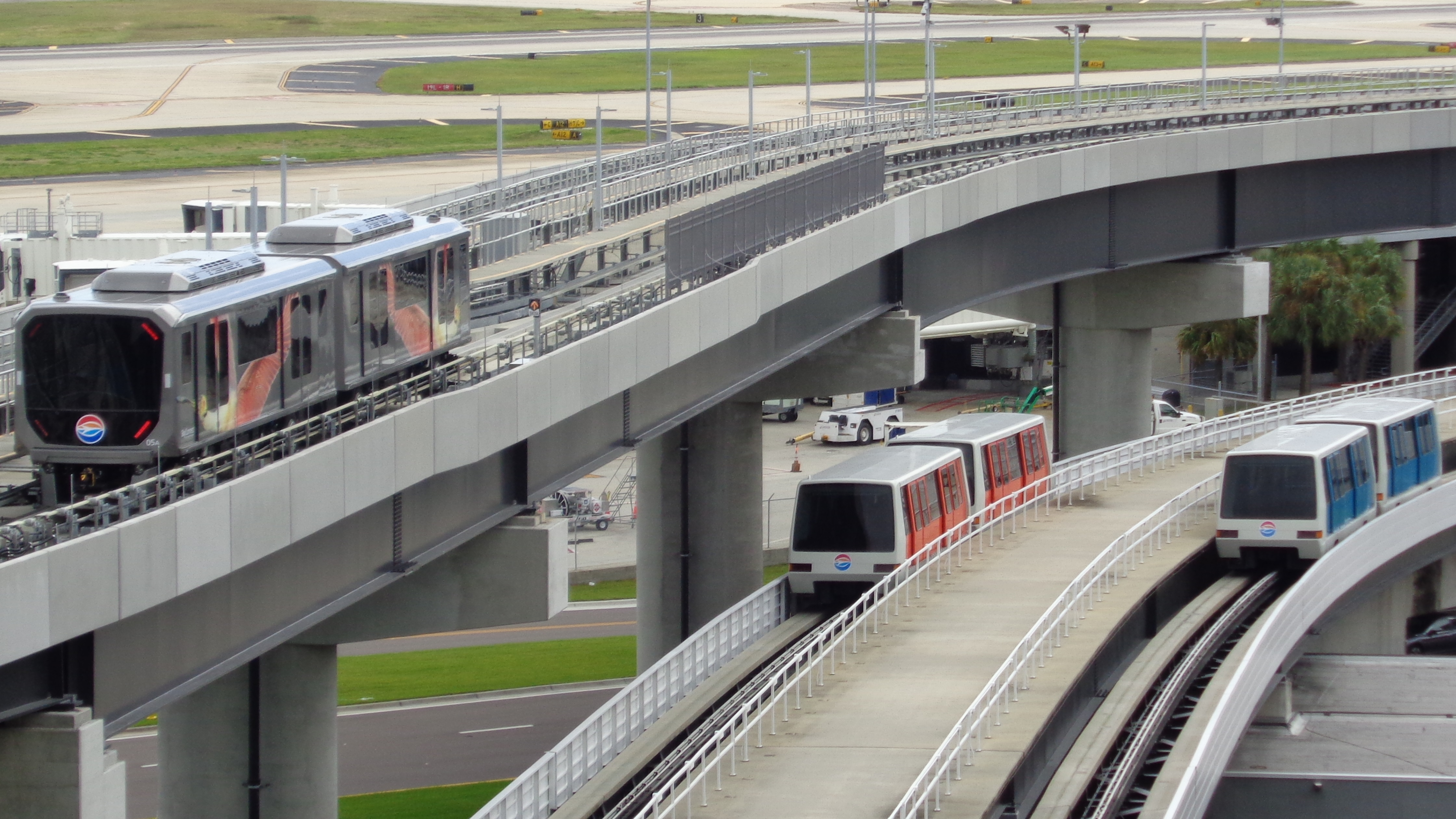
SkyConnect-Peoplemover und Airside A-Peoplemover

Das Main Terminal wurde 1971 eröffnet. In ihm befinden sich die Check-in-Schalter, welche in eine nördliche Red Side und eine südliche Blue Side unterteilt sind. Die Sicherheitskontrollen finden jedoch erst in den Airside-Terminals statt.
Es wird seit 2018 außerdem durch einen als SkyConnect bezeichnete Peoplemover mit Parkplätzen und dem Mietwagenzentrum verbunden, welches sich rund zwei Kilometer südlich des Main Terminals befindet.

#### Airside A

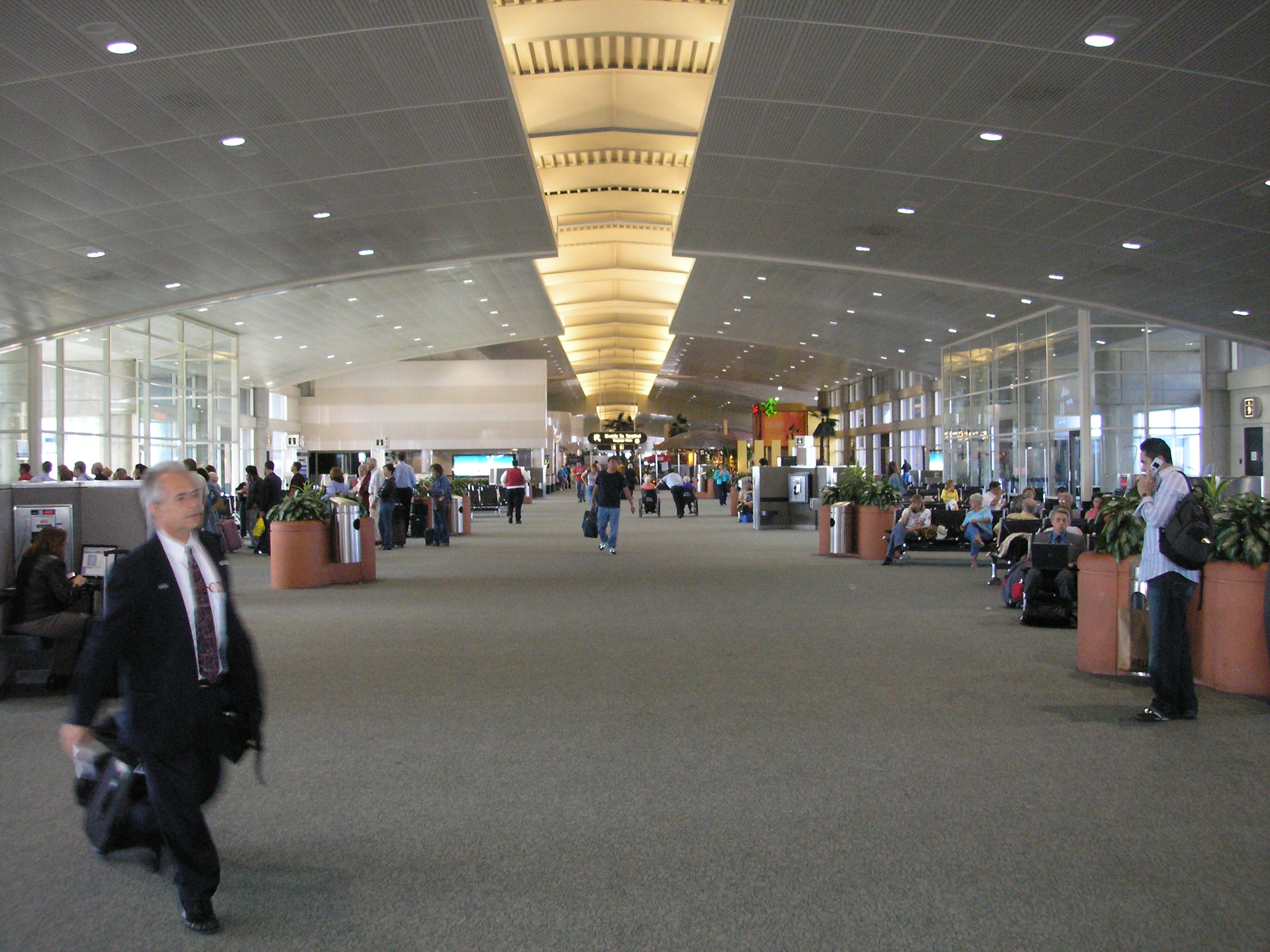
Innenansicht des Airside A-Terminals

Das heutige Airside A-Terminal wurde 1995 eröffnet. Es ist mit 16 Flugsteigen ausgestattet. Das Terminal wird von Alaska Airlines, Jetblue Airways, Silver Airways, Spirit Airlines, Sun Country Airlines und United Airlines genutzt.

#### Airside C
Das heutige Airside C-Terminal wurde am 19. April 2005 eröffnet. Es ist mit 16 Flugsteigen ausgestattet und wird ausschließlich von Southwest Airlines genutzt.

#### Airside E
Das heutige Airside E-Terminal wurde am 14. Oktober 2002 eröffnet. Es ist mit 13 Flugsteigen ausgestattet. Das Terminal wird von Air Canada, Delta Air Lines, Frontier Airlines und Westjet Airlines genutzt.

#### Airside F

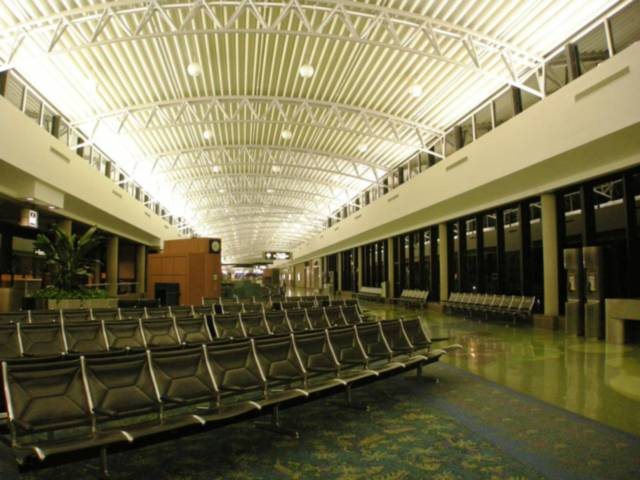
Innenansicht des Airside F-Terminals

Das heutige Airside F-Terminal wurde 1987 eröffnet. Es ist mit 14 Flugsteigen ausgestattet. Das Terminal wird von Air Transat, American Airlines, British Airways, Cayman Airways, Copa Airlines, Edelweiss Air, der Lufthansa, Norwegian Air Shuttle und Swoop genutzt. Zudem werden in ihm Charterflüge nach Kuba, beispielsweise von World Atlantic Airlines, abgefertigt.

### Ehemalige Passagierterminals

#### Airside B
Das Airside B-Terminal wurde 1971 eröffnet, bereits 1990 wieder geschlossen und anschließend abgerissen. Heute befindet sich an seiner Stelle die Gepäcksortieranlage für das Airside A-Terminal.

#### Altes Airside C-Terminal
Das erste Airside C-Terminal wurde 1971 eröffnet.

#### Airside D
Das Airside D-Terminal wurde 1971 eröffnet und im Jahr 2008 abgerissen. Heute wird die Fläche zum Abstellen von Flugzeuge genutzt. Künftig soll an der Stelle ein neues Airside D-Terminal errichtet werden.

#### Altes Airside E-Terminal
Das erste Airside E-Terminal wurde 1971 eröffnet und ab dem 22. Mai 2000 abgerissen.

### Frachtterminals
Die Frachtfluggesellschaft FedEx verfügt über ein eigenes Frachtterminal am Tampa International Airport. Daneben existieren noch zwei kleinere Frachtterminals, die von verschiedenen Fluggesellschaften genutzt werden. Ein weiteres Frachtterminal im Norden des Flughafens wird momentan nicht genutzt.

### Flugzeugwartung
Das Unternehmen PEMCO World Air Services betreibt am Tampa International Airport zwei Wartungshangars. Ein Hangar wurde 1982 von Delta Air Lines errichtet, der andere Hangar wurde 1992 von US Airways errichtet. Nach den Terroranschlägen am 11. September 2001 stellten beide Fluggesellschaften die Flugzeugwartung am Tampa International Airport ein, sodass die Hangars bis zur Übernahme durch PEMCO World Air Services im Jahr 2008 nicht mehr genutzt wurden.

### Sonstige Einrichtungen
Die Federal Aviation Administration betreibt einen Kontrollturm mit einer Höhe von 63 Metern, welcher 1972 in Betrieb genommen wurde. Er befindet sich nördlich des Main Terminal und östlich des Marriott-Hotels.

## Fluggesellschaften und Ziele
Der Tampa International Airport wird von insgesamt 22 Passagierfluggesellschaften genutzt. Er dient Silver Airways als Drehkreuz. Die wichtigste Passagierfluggesellschaft für den Tampa International Airport ist jedoch Southwest Airlines, die vor Ort kein Drehkreuz betreibt, mit einem Marktanteil von 30,6 Prozent im Kalenderjahr 2019. Dahinter folgen die drei verbliebenen Legacy carrier Delta Air Lines mit 17,2 Prozent, American Airlines mit 15,7 Prozent und United Airlines mit 10,0 Prozent.
Es werden Nonstopflüge zu insgesamt 84 vorwiegend nationalen Zielen angeboten. Ziele im deutschsprachigen Raum sind Frankfurt mit der Lufthansa und Zürich mit Edelweiss Air.

## Verkehrszahlen
| Verkehrszahlen des Tampa International Airport 1952–2019 | Verkehrszahlen des Tampa International Airport 1952–2019 | Verkehrszahlen des Tampa International Airport 1952–2019 | Verkehrszahlen des Tampa International Airport 1952–2019 | Verkehrszahlen des Tampa International Airport 1952–2019 | Verkehrszahlen des Tampa International Airport 1952–2019 |
| Jahr                                                     | Fluggastaufkommen                                        | Fluggastaufkommen                                        | Fluggastaufkommen                                        | Luftfracht (Tonnen) (mit Luftpost)                       | Flugbewegungen (mit Militär)                             |
| Jahr                                                     | National                                                 | International                                            | Gesamt                                                   | Luftfracht (Tonnen) (mit Luftpost)                       | Flugbewegungen (mit Militär)                             |
| -------------------------------------------------------- | -------------------------------------------------------- | -------------------------------------------------------- | -------------------------------------------------------- | -------------------------------------------------------- | -------------------------------------------------------- |
| 2019                                                     | 21.304.653                                               | 1.193.300                                                | 22.497.953                                               | 212.178                                                  | 217.360                                                  |
| 2018                                                     | 20.270.163                                               | 1.019.227                                                | 21.289.390                                               | 203.172                                                  | 206.938                                                  |
| 2017                                                     | 18.710.976                                               | 913.308                                                  | 19.624.284                                               | 149.632                                                  | 195.401                                                  |
| 2016                                                     | 18.080.432                                               | 851.490                                                  | 18.931.922                                               | 119.974                                                  | 189.596                                                  |
| 2015                                                     | 18.096.164                                               | 719.261                                                  | 18.815.425                                               | 92.200                                                   | 189.865                                                  |
| 2014                                                     | 16.931.099                                               | 621.608                                                  | 17.552.707                                               | 84.989                                                   | 183.987                                                  |
| 2013                                                     | 16.388.334                                               | 531.759                                                  | 16.920.093                                               | 84.963                                                   | 183.342                                                  |
| 2012                                                     | 16.316.069                                               | 504.790                                                  | 16.820.859                                               | 85.518                                                   | 188.054                                                  |
| 2011                                                     | 16.243.824                                               | 426.491                                                  | 16.670.315                                               | 86.992                                                   | 191.315                                                  |
| 2010                                                     | 16.254.851                                               | 390.914                                                  | 16.645.765                                               | 87.897                                                   | 195.359                                                  |
| 2009                                                     | 16.565.804                                               | 399.741                                                  | 16.965.545                                               | 85.601                                                   | 199.960                                                  |
| 2008                                                     | 17.884.105                                               | 378.829                                                  | 18.262.934                                               | 102.648                                                  | 237.885                                                  |
| 2007                                                     | 18.782.177                                               | 372.780                                                  | 19.154.957                                               | 98.034                                                   | 258.349                                                  |
| 2006                                                     | 18.358.796                                               | 508.745                                                  | 18.867.541                                               | 109.150                                                  | 257.071                                                  |
| 2005                                                     | 18.551.337                                               | 494.053                                                  | 19.045.390                                               | 91.132                                                   | 270.124                                                  |
| 2004                                                     | 16.927.817                                               | 469.019                                                  | 17.396.836                                               | 91.031                                                   | 244.860                                                  |
| 2003                                                     | 15.094.481                                               | 429.087                                                  | 15.523.568                                               | 93.473                                                   | 233.601                                                  |
| 2002                                                     | 15.062.343                                               | 432.325                                                  | 15.494.668                                               | 91.679                                                   | 243.950                                                  |
| 2001                                                     | 15.426.464                                               | 461.972                                                  | 15.888.436                                               | 79.910                                                   | 260.861                                                  |
| 2000                                                     | 15.566.843                                               | 476.540                                                  | 16.043.383                                               | 103.055                                                  | 277.863                                                  |
| 1999                                                     | 14.594.630                                               | 527.696                                                  | 15.122.326                                               | 110.580                                                  | 271.961                                                  |
| 1998                                                     | 13.305.902                                               | 525.089                                                  | 13.830.991                                               | 116.403                                                  | 254.942                                                  |
| 1997                                                     | 12.784.292                                               | 586.338                                                  | 13.370.630                                               | 125.423                                                  | 245.814                                                  |
| 1996                                                     | 12.387.916                                               | 613.175                                                  | 13.001.091                                               | 123.460                                                  | 268.013                                                  |
| 1995                                                     | 10.772.392                                               | 623.738                                                  | 11.396.130                                               | 113.726                                                  | 262.580                                                  |
| 1994                                                     | 11.439.553                                               | 602.965                                                  | 12.042.518                                               | 108.216                                                  | 265.687                                                  |
| 1993                                                     | 9.405.814                                                | 612.419                                                  | 10.018.233                                               | 100.464                                                  | 248.343                                                  |
| 1992                                                     | 8.934.127                                                | 628.712                                                  | 9.562.839                                                | 95.584                                                   | 232.146                                                  |
| 1991                                                     | -                                                        | -                                                        | 9.488.137                                                | -                                                        | -                                                        |
| 1990                                                     | 9.836.519                                                | 753.041                                                  | 10.589.560                                               | 88.229                                                   | 238.646                                                  |
| 1989                                                     | -                                                        | -                                                        | 9.692.975                                                | -                                                        | -                                                        |
| 1988                                                     | -                                                        | -                                                        | 9.719.976                                                | -                                                        | -                                                        |
| 1987                                                     | -                                                        | -                                                        | 10.008.089                                               | -                                                        | -                                                        |
| 1986                                                     | -                                                        | -                                                        | 9.727.157                                                | -                                                        | -                                                        |
| 1985                                                     | -                                                        | -                                                        | 8.873.532                                                | -                                                        | -                                                        |
| 1984                                                     | -                                                        | -                                                        | 8.341.783                                                | -                                                        | -                                                        |
| 1983                                                     | -                                                        | -                                                        | 8.228.049                                                | -                                                        | -                                                        |
| 1982                                                     | -                                                        | -                                                        | 7.742.192                                                | -                                                        | -                                                        |
| 1981                                                     | -                                                        | -                                                        | 7.083.621                                                | -                                                        | -                                                        |
| 1980                                                     | -                                                        | -                                                        | 7.669.399                                                | -                                                        | -                                                        |
| 1979                                                     | -                                                        | -                                                        | 8.198.579                                                | -                                                        | -                                                        |
| 1978                                                     | -                                                        | -                                                        | 6.984.037                                                | -                                                        | -                                                        |
| 1977                                                     | -                                                        | -                                                        | 5.855.924                                                | -                                                        | -                                                        |
| 1976                                                     | -                                                        | -                                                        | 5.476.712                                                | -                                                        | -                                                        |
| 1975                                                     | -                                                        | -                                                        | 5.166.284                                                | -                                                        | -                                                        |
| 1974                                                     | -                                                        | -                                                        | 5.074.845                                                | -                                                        | -                                                        |
| 1973                                                     | -                                                        | -                                                        | 4.848.645                                                | -                                                        | -                                                        |
| 1972                                                     | -                                                        | -                                                        | 4.249.266                                                | -                                                        | -                                                        |
| 1971                                                     | -                                                        | -                                                        | 3.438.518                                                | -                                                        | -                                                        |
| 1970                                                     | -                                                        | -                                                        | 3.061.022                                                | -                                                        | -                                                        |
| 1969                                                     | -                                                        | -                                                        | 3.063.868                                                | -                                                        | -                                                        |
| 1968                                                     | -                                                        | -                                                        | 2.857.509                                                | -                                                        | -                                                        |
| 1967                                                     | -                                                        | -                                                        | 2.327.906                                                | -                                                        | -                                                        |
| 1966                                                     | -                                                        | -                                                        | 2.020.256                                                | -                                                        | -                                                        |
| 1965                                                     | -                                                        | -                                                        | 1.816.080                                                | -                                                        | -                                                        |
| 1964                                                     | -                                                        | -                                                        | 1.463.108                                                | -                                                        | -                                                        |
| 1963                                                     | -                                                        | -                                                        | 1.254.067                                                | -                                                        | -                                                        |
| 1962                                                     | -                                                        | -                                                        | 1.090.532                                                | -                                                        | -                                                        |
| 1961                                                     | -                                                        | -                                                        | 987.253                                                  | -                                                        | -                                                        |
| 1960                                                     | -                                                        | -                                                        | 929.746                                                  | -                                                        | -                                                        |
| 1959                                                     | -                                                        | -                                                        | 945.723                                                  | -                                                        | -                                                        |
| 1958                                                     | -                                                        | -                                                        | 763.597                                                  | -                                                        | -                                                        |
| 1957                                                     | -                                                        | -                                                        | 693.273                                                  | -                                                        | -                                                        |
| 1956                                                     | -                                                        | -                                                        | 562.866                                                  | -                                                        | -                                                        |
| 1955                                                     | -                                                        | -                                                        | 497.401                                                  | -                                                        | -                                                        |
| 1954                                                     | -                                                        | -                                                        | 426.099                                                  | -                                                        | -                                                        |
| 1953                                                     | -                                                        | -                                                        | 335.454                                                  | -                                                        | -                                                        |
| 1952                                                     | -                                                        | -                                                        | 293.006                                                  | -                                                        | -                                                        |

### Verkehrsreichste Strecken
| Rang | Stadt                      | Passagiere | Fluggesellschaft                      |
| ---- | -------------------------- | ---------- | ------------------------------------- |
| 01   | Atlanta, Georgia           | 1.072.990  | Delta, Frontier, Southwest, Spirit    |
| 02   | Charlotte, North Carolina  | 469.770    | American                              |
| 03   | Chicago–O’Hare, Illinois   | 449.940    | American, Frontier, Spirit, United    |
| 04   | Philadelphia, Pennsylvania | 405.760    | American, Frontier, Southwest, Spirit |
| 05   | Dallas/Fort Worth, Texas   | 402.660    | American, Spirit                      |
| 06   | Newark, New Jersey         | 400.620    | JetBlue, Frontier, Spirit, United     |
| 07   | Denver, Colorado           | 362.810    | Frontier, Southwest, United           |
| 08   | Detroit, Michigan          | 354.980    | Delta, Southwest, Spirit              |
| 09   | Boston, Massachusetts      | 352.780    | Delta, JetBlue, Spirit                |
| 10   | Baltimore, Maryland        | 349.190    | Southwest, Spirit                     |